# Rudi Dornbusch
Rudi Dornbusch (8 de junio de 1942 - 25 de julio de 2002) fue un economista alemán nacido en Krefeld.
Cursó sus estudios en la Universidad de Ginebra y se doctoró en Universidad de Chicago en 1971. Enseñó en la Universidad de Rochester, en la de Chicago y por último en el Instituto Tecnológico de Massachusetts.
Poseía gran talento para extraer la esencia de un problema y hacerlo comprensible en términos sencillos. Explicó, por ejemplo, las fluctuaciones de precios y tipos de cambio con gran claridad en lo que se conoce como 'resultado de Dornbusch'.
Murió el 25 de julio de 2002 aquejado de un cáncer.

## Obras
- Macroeconomics, 1990 (con S. Fischer) 5.ª ed
- International Economic Policy: Theory and Evidence
- Financial Policies and the World Capital Market, 1983
- Economics, 1987
- The Political Economy of Argentina, 1946–83, 1988
- Open Economy Macroeconomics.
- Inflation, Debt and Indexation, MIT Press, 1983
- Macroeconomics Populism. 1990
- Expectations and exchange rates Dynamics (1976)